# Karl Arning
Karl Eduard Friedrich Arning (10 de febrero de 1892 - 17 de noviembre de 1964) fue un general en la Wehrmacht de la Alemania Nazi durante la II Guerra Mundial que comandó varias divisiones. Fue condecorado con la Cruz de Caballero de la Cruz de Hierro.
Arning se rindió a las tropas del Ejército Rojo en el curso de la Ofensiva soviética de Praga en 1945. Condenado en la Unión Soviética como criminal de guerra, fue retenido hasta 1955.

## Condecoraciones
- Cruz Alemana en Oro el 30 de abril de 1943 como Oberst en el Grenadier-Regiment 24[1]
- Cruz de Caballero de la Cruz de Hierro el 11 de octubre de 1943 como Oberst y comandante del Grenadier-Regiment 24[2]